# Hypselobarbus pulchellus
 Hypselobarbus pulchellus és una espècie de peix cipriniforme de la família dels ciprínids.

## Morfologia
Els mascles poden assolir els 44 cm de longitud total i els 8 kg de pes.

## Distribució geogràfica
Es troba a Karnataka (Índia).